# Luz de Tabor

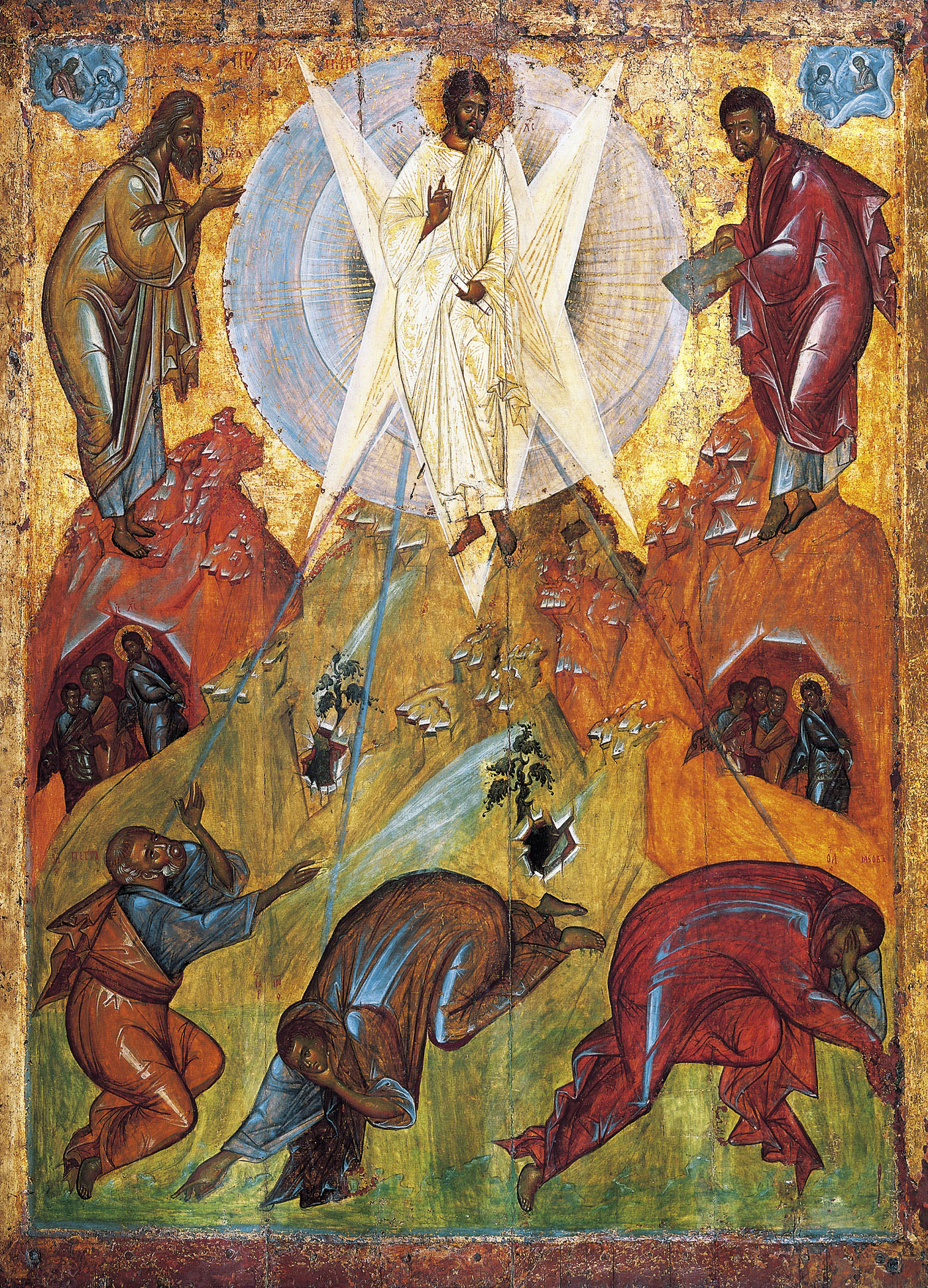
Icono ortodoxo ruso de la Transfiguración (Teófanes el Griego, ca. 1408).

En la teología cristiana ortodoxa oriental, la Luz de Tabor (en griego antiguo: Φῶς τοῦ Θαβώρ «Luz de Tabor», Ἄκτιστον Φῶς «Luz increada» o Θεῖον Φῶς «Luz divina») se refiere a la luz revelada en el monte Tabor durante la transfiguración de Jesús, que es identificada con la luz que fue vista por Pablo en su conversión.
Como doctrina teológica, la naturaleza no creada de la Luz del Tabor se formuló en el siglo XIV por Gregorio Palamás, un monje athonita, en defensa de las prácticas místicas del hesicasmo contra acusaciones de herejía hechas por Barlaam de Calabria. Cuando es considerada como doctrina teológica, esta perspectiva recibe el nombre de palamismo en honor a Palamás.
La perspectiva fue muy controvertida cuando se propuso por primera vez, lo que provocó la controversia hesicasta, de la cual la facción palamista prevaleció solo tras la victoria militar de Juan VI Cantacuceno en la guerra civil bizantina de 1341-1347. A partir de 1347, ha sido la doctrina oficial en la ortodoxia oriental, a la vez que permanece sin afirmación o negación explícita por parte de la Iglesia católica. Teólogos católicos la han rechazado en el pasado,  pero la perspectiva católica ha tendido a ser más favorable desde finales del siglo XX. Varios académicos occidentales han presentado el palamismo como compatible con la doctrina católica. En particular, el papa Juan Pablo II en 1996 habló en términos favorables sobre la espiritualidad hesicasta, y en 2002 incluyó a la Transfiguración como el cuarto Misterio Luminoso del Santo Rosario.

## En la ortodoxia oriental
La luz del Tabor desempeña un papel central en el hesicasmo, una forma de espiritualidad originariamente bizantina que luego se extendió por todo el mundo ortodoxo. El hesicasmo está atestiguado desde el siglo XII y vivió su primer apogeo en el Imperio Bizantino en el siglo XIV. El centro del movimiento hesicástico fueron los monasterios del Monte Athos.
Los hesicastas (practicantes del hesicasmo) repiten la Oración de Jesús durante largos periodos de tiempo. Al hacerlo, se esfuerzan por alcanzar un estado de completa paz exterior e interior (hesychia en griego), que se considera un requisito previo para experimentar una gracia divina especial: el hesicasmo enseña que la luz del Tabor puede ser percibida por quienes rezan. La doctrina de que esta luz no solo fue vista por los tres apóstoles durante la Transfiguración de Jesús, sino que era fundamentalmente accesible a cualquier persona que rezara de forma correcta, si había purificado su alma, pertenece al núcleo de las convicciones hesicásticas.
Según la tradición mística hesicasta de la espiritualidad ortodoxa oriental, un santo completamente purificado que ha alcanzado la unión divina experimenta la visión del resplandor divino que es la misma «luz» que se manifestó a los discípulos de Jesús en el Monte Tabor durante la Transfiguración. Esta experiencia recibe el nombre de theoria (contemplación o iluminación). Barlaam (y la interpretación del cristianismo occidental de que el apofatismo es la ausencia de Dios y no su incognoscibilidad) sostenía que tal perspectiva de los hesicastas era politeísta en tanto parecía postular dos sustancias eternas, una visible (las energías divinas) y una invisible (la ousia o esencia divina). Seco y Maspero afirman que la doctrina palamita de la luz no creada tiene sus raíces en la interpretación de Palamás de Gregorio de Nisa.
Los cristianos ortodoxos ven ejemplos de la Luz No Creada en el Antiguo Testamento, por ejemplo, en el episodio de la zarza ardiente, de la cual se conserva una supuesta descendiente en el Monasterio de Santa Catalina en el Monte Sinaí en la Península del Sinaí.

### Controversia hesicasta
Gregorio Palamás defendió el hesicasmo en la década de 1340 en tres sínodos diferentes en Constantinopla, y asimismo escribió una serie de obras en su defensa. En estas obras, Palamás echa mano de una distinción, ya encontrada en el siglo IV en las obras de los Padres capadocios, entre las energías u operaciones (en griego, energeiai) de Dios y la esencia (ousia) de Dios. Gregorio enseñaba que las energías u operaciones de Dios eran no creadas. Enseñaba que la esencia de Dios nunca puede ser conocida por sus criaturas, ni siquiera en la vida venidera, pero que sus energías u operaciones no creadas pueden ser conocidas tanto en esta vida como en la siguiente, y pueden ser transmitidas al hesicasta en esta vida y a los justos en la próxima vida como un verdadero conocimiento espiritual de Dios (theoria). En la teología palamita, son las energías no creadas de Dios las que iluminan al hesicasta a quien se le ha concedido una experiencia de la Luz No Creada.
En 1341 la disputa se llevó ante un sínodo celebrado en Constantinopla y presidido por el emperador Andrónico III Paleólogo; el sínodo, teniendo en cuenta la estima en que se tenían los escritos del pseudo-Dionisio, condenó a Barlaam, quien se retractó y regresó a Calabria, convirtiéndose posteriormente en obispo de la Iglesia Católica.
Uno de los amigos de Barlaam, Gregorio Akindynos, quien también era originalmente amigo de Palamás, asumió la controversia y se celebraron otros tres sínodos sobre el asunto, en el segundo de los cuales los seguidores de Barlaam obtuvieron una breve victoria. Con todo, en 1351 en un sínodo presidido por el emperador Juan VI Cantacuceno, la doctrina hesicasta se estableció como la doctrina de la iglesia ortodoxa oriental.

### Identificación con los fuegos del infierno
Muchos teólogos ortodoxos han identificado la luz de Tabor con el fuego del infierno. De acuerdo con estos teólogos, el infierno es la condición de aquellos que permanecen sin reconciliar con la luz no creada y el amor de Dios y para Dios, y son quemados por ella. Según Iōannēs Polemēs, Teófanes de Nicea creía que, para los pecadores, «la luz divina será percibida como el fuego castigador del infierno».
De acuerdo con Polemēs, Palamás mismo nunca identificó el fuego del infierno con la luz de Tabor: «A diferencia de Teófanes, Palamás no creía que los pecadores pudieran tener una experiencia de la luz divina [. . . ] En ninguna parte de sus obras Palamás parece adoptar la opinión de Teófanes de que la luz del Tabor es idéntica al fuego del infierno».

## Catolicismo

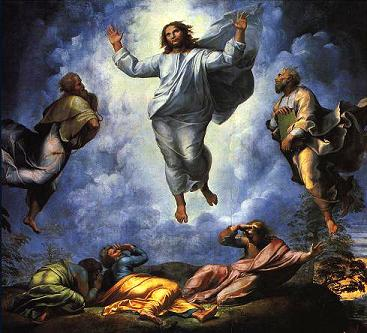
La parte superior de La Transfiguración (1520) de Rafael, que representa a Cristo hablando milagrosamente con Moisés y Elías.

El palamismo, la teología de las «operaciones» divinas de Gregorio Palamás, nunca fue aceptada por los teólogos escolásticos de la iglesia católica latina, quienes mantenían una fuerte perspectiva de la simplicidad de Dios, concebida como Actus purus. Tal división doctrinal reforzó la división oriente-occidente del Gran Cisma a lo largo de los siglos XV al XIX, y solo en el siglo XX el papa Juan Pablo II abrió una posibilidad de reconciliación al expresar su respeto personal por la doctrina.

El catolicismo tradicionalmente interpreta la gloria manifestada en el Tabor como símbolo de la gloria escatológica del cielo; en el himno latino del siglo XV Coelestis formam gloriae (Breviario de Sarum, Venecia, 1495; trad. Rvdo. John M. Neale, 1851):
Oh maravilloso tipo, oh hermosa visión / de la gloria que la Iglesia compartirá / Que Cristo sobre la montaña muestra / donde más brillante que el sol resplandece / Con rostro resplandeciente y brillante atuendo / Cristo se digna manifestar hoy / Qué gloria será la de ellos arriba / que se regocijan en Dios con amor perfecto .
El papa Gregorio Magno escribió sobre personas por medio de las cuales, «mientras viven aún en esta carne corruptible, pero creciendo en incalculable poder por una cierta penetración de la contemplación, es posible ver el Resplandor Eterno». En su poema El Libro de las Doce Beguinas, Juan de Ruusbroec, un místico flamenco del siglo XIV beatificado por Pío X en 1908, escribió sobre «la Luz No Creada, que no es Dios, pero que intermedia entre Él y el «pensamiento vidente» afirmando que ilumina al contemplativo no en el modo más elevado de contemplación, sino en el segundo de los cuatro modos ascendentes.
El proecumenismo católico bajo Juan Pablo II a partir de la década de 1980 ha buscado un terreno común en asuntos de división doctrinal entre la iglesia oriental y la occidental. Juan Pablo II repetidamente enfatizó su respeto por la teología oriental como un enriquecimiento para toda la Iglesia y habló en términos favorables del hesicasmo. En 2002, también incluyó a la Transfiguración de Jesús como el cuarto Misterio Luminoso del Santo Rosario. La doctrina oriental de la «luz increada» no ha sido aceptada oficialmente en la iglesia católica, pero tampoco la ha condenado oficialmente. Cada vez más partes de la Iglesia occidental consideran a Gregorio Palamás un santo, incluso sin estar canonizado. «Varios académicos occidentales sostienen que la enseñanza del mismo San Gregorio Palamás es compatible con el pensamiento católico sobre el tema». A la vez, corrientes antiecuménicas dentro de la ortodoxia oriental han presentado la doctrina de la Luz de Tabor como una importante división dogmática entre la iglesia oriental y la occidental, y el movimiento hesicasta ha sido descrito incluso como «una condena directa del papismo».

## En la cultura popular
El término «Luz de Tabor» se usó también en la prensa popular de 1938 en referencia a una luz misteriosa vista alrededor de un cementerio llamado «Tabor» cerca de Esterhazy, Saskatchewan, Canadá.